# 밸런스 (영화)
밸런스(Balance)는 독일에서 제작된 크리스토프 라우엔슈타인, 울프강 라우엔슈타인 감독의 1989년 애니메이션 영화이다. 서독의 초현실주의 스톱 모션 애니메이션 영화이다.
1989년 아카데미 단편 애니메이션상을 수상했다.